# Segona unitat
La segona unitat és un equip discret de cineastes encarregats de filmar plans o seqüències d'una producció, separats de la unitat principal o "primera". La segona unitat sovint rodarà simultàniament amb l'altra unitat o unitats, cosa que permet que el rodatge de la producció es completi més ràpidament. S'utilitza principalment en les grans produccions i compta amb un director propi, encara que el principal també supervisa les preses.

## Funció
Les funcions de la segona unitat varien, però normalment la primera unitat filma el drama cara a cara clau entre els actors principals. Dues maneres freqüents d'utilitzar una segona unitat són:
- Seqüències d'acció. Les seqüències d'acció sovint es filmen en llocs discrets, utilitzant especialistes, en lloc del repartiment principal, i requereixen arranjaments de filmació significativament diferents que per a les escenes normals. Per tant, són una oportunitat per al rodatge de segona unitat.
- "Recollides". Després que la unitat principal hagi acabat en un plató o ubicació, pot haver-hi plans que requereixin una part o la totalitat d'aquest escenari com a fons, però que no requereixin els actors principals. Aquestes fotografies poden incloure coses com ara primers plans, insercions, retalls i plans d'establiment.

En ambdós escenaris, l'objectiu de la segona unitat és fer un ús més eficient d'alguns dels recursos cars o escassos en la producció cinematogràfica: el temps de rodatge dels actors i directors, l'ús de l'escenari sonor i el cost dels decorats que pot haver estat construït en etapes.
El treball de les segones unitats no s'ha de confondre amb les configuracions de múltiples càmeres, on diverses càmeres filmen la mateixa escena simultàniament. Les grans produccions poden tenir múltiples segones unitats. Encara que els cineastes poden referir-se a tenir "tres o quatre unitats treballant", cada unitat s'anomenaria "segona unitat addicional"; normalment cap es descriuria com a tercera o quarta unitat.

## Directors
La segona unitat té el seu propi director i director de fotografia. Una habilitat clau per a un director de segona unitat és poder seguir l'estil que marca el director principal de la pel·lícula. Peter MacDonald, director de la segona unitat de X-Men Origins: Wolverine, L'ultimàtumc de Bourne i Harry Potter i el calze de foc, va dir: "El més important de qualsevol segona unitat és que no es pigui distingir entre els segona unitat i la primera unitat. Ha de tenir el segell de la primera unitat, tant en fotografia com en l'estil de direcció. ... Intenteu copiar el que fa la primera unitat tant com sigui possible. No has d'estar en un viatge de l'ego i intentar fer el teu propi estil, perquè el teu material s'ha de tallar en el seu i no s'ha d'enganxar, ha d'encaixar exactament perquè ningú pugui notar la diferència." Brett Ratner, comentant sobre Conrad Palmisano, que va dirigir la segona unitat per a Ratner a Hora punta 3 i El gran cop, va dir: "Entén el que es necessita per crear una gran seqüència d'acció i mai desviar-se de la història o el to de la pel·lícula."
Com que les segones unitats solen filmar escenes amb especialistes i efectes especials en pel·lícules d'acció, la feina de coordinador d'especialistes sovint es combina amb la de director de segona unitat. Molts directors de segona unitat van ser coordinadors d'acrobàcies primer, inclòs Vic Armstrong, que ha dirigit la segona unitat a The Amazing Spider-Man, Missió: Impossible III i La guerra dels mons; Simon Crane, que va fer Homes de Negre 3, Frankenstein i X-Men: La decisió final; i Terry J. Leonard, responsable de la segona unitat de Cowboys & Aliens, Els mercenaris i Die Hard: With a Vengeance.
Ser director de segona unitat pot ser un pas per als aspirants a directors per adquirir experiència. A diferència d'un ajudant de direcció, que és el segon al capdavant del director principal, un director de segona unitat opera de manera independent. Entre els directors de segona unitat que s'han convertit en directors de cinema de ple dret s'inclouen els antics muntadors Peter Hunt (Goldfinger), John Glen (007 al servei secret de Sa Majestat), el coordinador d'especialistes David R. Ellis (Final Destination 2), i Frank Marshall, que va dirigir la segona unitat per a Steven Spielberg alhora que també treballava com a productor, a Indiana Jones i l'última croada, L'imperi del Sol i El color púrpura. Alguns que es van convertir en directors poden tornar a treballar principalment com a directors de segona unitat durant la resta de la seva carrera. Alguns exemples notables inclouen Yakima Canutt (Ben-Hur, 1959) i Michael D. Moore, que van treballar en més de seixanta pel·lícules, incloses Butch Cassidy and the Sundance Kid (1969), Patton (1970) i les tres primeres pel·lícules d'Indiana Jones a la dècada de 1980.
És habitual que cert personal implicat en una producció en altres funcions també funcioni com a director de segona unitat, beneficiant-se de la seva comprensió del material i de la relació amb el director o productors de la producció. Per exemple, l'actor anglès Andy Serkis, que interpreta Gollum, va ser el director de la segona unitat de l'adaptació en tres parts de la novel·la fantàstica de J. R. R. Tolkien El hòbbit de Peter Jackson. L'actor George Peppard, quan era l'estrella del drama detectiu Banacek, també va exercir de director de segona unitat per a diversos episodis de la sèrie.
Una excepció notable a tenir més d'una unitat de rodatge és el director Christopher Nolan, que ha evitat l'ús d'una segona unitat en pel·lícules com El cavaller fosc i Origen, preferint supervisar cada pla personalment amb el director de fotografia Wally Pfister.